# Eiður Smári Guðjohnsen
Eiður Smári Guðjohnsen, conegut com a Eidur Gudjohnsen (Reykjavík, 1978) és un exjugador de futbol islandès que va jugar al Barça.

## Biografia
Nascut a Reykjavík el 15 de setembre del 1978, és fill del també futbolista islandès Arnór Guðjohnsen. De ben jove, amb 15 anys, Guðjohnsen va debutar amb el Valur de Reykjavík i de seguida va fer el salt a la lliga neerlandesa fitxant pel PSV Eindhoven neerlandès, on va compartir vestuari amb Ronaldo. El 1996 es converteix en internacional absolut per la selecció islandesa en un partit entre Islàndia i Estònia, en què va substituir el seu pare Arnór Guðjohnsen, produint-se un fet històric en el futbol internacional.
Després de l'experiència neerlandesa retorna a Islàndia i poc després viatja a Anglaterra per jugar amb el Bolton Wanderers, marcant 21 gols la temporada 1999-00. Aquesta marca li va obrir les portes al Chelsea FC de Gianluca Vialli i Jimmy Floyd Hasselbaink, que va pagar per ell 4 milions de lliures esterlines. La temporada 2001-02 marcaria 23 gols.
L'any 2003, va admetre que havia perdut 400.000 lliures esterlines jugant durant 5 mesos al casino. El 2004, marca el seu primer hat trick en un partit contra el Blackburn Rovers.
El 13 de juny de 2006, després de les noves incorporacions al Chelsea FC d'Andrí Xevtxenko, Drogba i Hernán Crespo, decideix fitxar pel Barça que li reserva la samarreta amb el número 7 que fins aleshores havia portat Henrik Larsson.
El 28 d'agost de 2009 fou suplent en el partit de la Supercopa d'Europa que enfrontà el Barça contra el FC Xakhtar Donetsk, que l'equip blaugrana guanyà per 1 a 0 en la pròrroga.
El 30 d'agost de 2009, decideix abandonar el FC Barcelona i fitxar pel Monaco. Després de jugar al Stoke City FC, Fulham FC, AEK Atenes, Cercle Brugge, Club Brugge, Bolton Wanderers, Shijiazhuang Yongchang Junhaoi Pune F.C.ves va retirar el 2016